# Analama
Analama is een geslacht van vlinders van de familie tandvlinders (Notodontidae), uit de onderfamilie Notodontinae.

## Soorten
- A. conspicua Kiriakoff, 1960
- A. obliquifascia (Kenrick, 1917)
- A. perinetensis (Kiriakoff, 1958)